# Multi-Copier-Coller
Multi-Copier-Coller est un logiciel propriétaire de gestion du presse-papier multiple. C'est un shareware mais une version d'évaluation existe.
Il permet de stocker des données de nature diverse (texte, image, fichier, etc.) que l'on souhaite dupliquer ou déplacer via le presse-papier.
Il permet aussi de collecter les objets contenu dans le presse-papier pour les sauvegarder, les réutiliser ou les modifier.

## Gestion du presse-papier multiple
Ce gestionnaire de presse-papier intègre une interface graphique qui possède une fenêtre qui affiche l'historique des objets antérieurement copiés dans le presse-papier. Il permet à l'utilisateur de sélectionner des copies antérieures, de les modifier ou encore de les coller avec un double clic.
Lorsque l'utilisateur ferme sa session ou redémarre son système, le contenu du presse-papier est vidé.